# Barakonyi Ferenc
Barakonyi Ferenc (Tornabarakony, 1611–1675 körül) magyar költő. Egy 17. századi, de csak 1907-ben megjelent versgyűjtemény szerzőjeként vált ismertté. Később azonban kiderült, hogy a 49 versből csak az egyikről állítható bizonyossággal, hogy ő a szerző.

## Élete
A 17. század közepén élt felvidéki földbirtokos, I. Lipóthoz hű nemes volt. Egy fennmaradt adat szerint 1642-ben „gróf Wesselényi Ferenc nádor mellé állott udvari kapitánynak". 1650-ben feleségül vette Rákóczi Andrásné, Székel Annának első házasságából született lányát, Sulyok Borbálát, (aki először Hartai András felesége volt), házasságukból két lány született, Klára és Éva. (Barakonyi Klára Gyulay Ferenc gróf felesége lett).
Sokáig élvezte a nádor pártfogását, aki vagyonszerzéseiben is segítette. A fennmaradt adatokból a paragrafusokban jártas, hatalmaskodó nemesúr alakja bontakozik ki. 1662-ben Torna megye alispánja, egy lovasezred parancsnoka. „Akár katonai, akár megyei közszolgálatban állott, legfőbb gondja a jószágszerzés volt.” A Wesselényi-összeesküvés leleplezésekor a nádor embereként gyanúba került, őt is Bécsbe idézték, de tisztázta magát, és 1671 augusztusa után kegyelmet kapott. 1673-ban Torna megyében, 1674. januártól Abaújban táblabíró volt, a következő évben halt meg.

## Az ún. Teleki-énekeskönyv
1907-ben Erdélyi Pál Teleki-énekeskönyv címen az Erdélyi Múzeumban megjelentetett egy 49 versből álló gyűjteményt – és 1907-ben Kolozsváron önálló kötetben is kiadta –, melynek verseit Barakonyi Ferencnek tulajdonította. A kéziratokat előzőleg Gergely Sámuel fedezte fel gróf Teleki László Gyula hosszúfalúi levéltárában, erről adták a kötet címét.
Korábban Barakonyi Ferenctől egyetlen verset, egy Zrínyi Miklóst, a költőt gyászoló siratóéneket ismertek, melyet állítólag 1674-ben a Tornai várban írt.
Az ún. Teleki-énekeskönyv nagy része szerelmes vers. A második ének versfői: BARAKONI FERENCZ MONAKII SSSANATOL BVCZVZ1K a „Barakoni Ferencz Monaki Susánnától búcsúzik" értelmet adják. A verseket közreadó és ismertető Erdélyi Pál a gyűjteményt rendkívül nagyra értékelte: „Ezeket a dalokat kiemeljük a XVII. századból és állítjuk, hogy a kort megelőző szabadsággal és egy igazi lírikus ajakán születtek. … Líraiságra az egész XVII. században nem találjuk társát”. A későbbi irodalomtörténet már kevésbé lelkesen írt a feltételezett szerzőről: „Itt-ott hangulatosan írt, de többnyire nehézkesen fűzte egymás mellé sorait; sokszor ismételte önmagát.”
1948-ban Klaniczay Tibor megállapította, hogy a gyűjtemény szerzője nem Barakonyi Ferenc, és a 49 versből csakis a Monaki Susánnától búcsúzó énekről állítható bizonyossággal az ő szerzősége. Lehetséges, de nem bizonyított, hogy az első és a harmadik dalt is Barakonyi Ferenc írta, a Zrínyi Miklósról szóló siratóének azonban szintén nem Barakonyi Ferenc tollából való.